# František Teplý (ředitel)
František Teplý (21. července 1865, Chrudim – 2. října 1935, Vyškov) byl starostou města a též dlouholetým prvním ředitelem nového reálného gymnázia ve Vyškově.
František se narodil Františku Teplému nádeníku z Chrudimi a manželce Anně Viriusové ze Starého Mateřova. Oženil se 16. září 1893. Stál u zrodu soukromého reálného gymnázia ve Vyškově a byl zvolen ředitelem v červenci roku 1899. Ve funkci vydržel 31 roků. Byl též zvolen starostou města Vyškov v rozmezí let 1926–1935. František Teplý zemřel dne 2. října 1935 ve Vyškově a byl pochován na vyškovském hřbitově.